# Daniel-Henry Kahnweiler
Daniel-Henry Kahnweiler, född den 25 juni 1884 i Rockenhausen, död den 11 januari 1979 i Paris, var en tysk-fransk konsthandlare och konstskribent.

## Biografi
Efter sin utbildning i Tyskland började Daniel-Henry Kahnweiler arbeta i familjens börsmäkleri, vilket möjliggjorde för honom att 1907 öppna sitt första lilla konstgalleri (4 x 4 meter) i Paris.
Tillsammans med andra konsthandlare, sådana som Alfred Flechtheim, Paul Cassirer, Daniel Wildenstein, Léonce Rosenberg och Paul Rosenberg, blev Kahnweiler en inflytelserik kännare av 1920-talets konst. Som affärsman var Kahnweiler nyskapande på flera sätt i sitt arbete med konstnärer, och med sin konsthandel, sätt som nu är etablerad praxis bland konsthandlare.
Kahnweiler var personlig vän med fauvisterna och kubisterna och var bland de första att hjälpa dem fram, särskilt de senare, genom att lansera dem i sin konsthandel i Paris. Han var bland de första att inse betydelsen av och skönheten hos Picassos Flickorna från Avignon (1907), och ville omedelbart köpa den och alla andra av Picassos verk. Picasso skrev om Kahnweiler: "Vad hade det blivit av oss om inte Kahnweiler hade haft ett affärssinne?" En allvarligt ställd fråga, för vid den tiden då ett av hans mest kända verk blev till, var Picasso i stort sett okänd som konstnär och utblottad. 
Sju målningar av Georges Braque, vilka hade refuserats av Höstsalongen 1908, gjorde kubismen till ett samtalsämne då de samma höst visades hos Kahnweiler i stället.
Till Kahnweilers 80-årsdag publicerades en Festschrift med bidrag från världens ledande filosofer, konstvetare och konstnärer, vilka alla underströk den avgörande betydelsen av hans unika bidrag till konsthistorien - en betydelse som fortfarande inte helt gått att uppskatta, förmodligen på grund av att han setts mer som konsthandlare än som konsthistoriker.
1993 utgavs en korrespondans mellan Daniel-Henry Kahnweiler och konsthistorikern Carl Einstein på franska. Den heter Correspondance 1921-1939 och är försedd med ett förord av Liliane Meffre.